# Nazionale maschile di rugby a 15 delle Bahamas
La nazionale di rugby XV delle Bahamas è inclusa nel terzo livello del rugby internazionale.